# Angel Heart - Ascensore per l'inferno
Angel Heart - Ascensore per l'inferno (Angel Heart) è un film del 1987 scritto e diretto da Alan Parker e liberamente tratto dal romanzo Falling Angel (1978) di William Hjortsberg.
Ambientata in una violenta e cupa America degli anni cinquanta, la pellicola segue le indagini d'un investigatore privato alle prese con un misterioso caso d'omicidio legato all'esoterismo e la magia vudù. Nonostante l'abbondanza di indizi che conducono rapidamente lo spettatore alla soluzione, il vero fulcro dell'intreccio è il corso stesso dell'indagine che, come uno psicodramma in un percorso psicoterapeutico, conduce il protagonista a scoprire l'orribile verità.
Benché lo stesso autore Hjortsberg desiderasse trasporre il proprio libro sullo schermo fin dalla sua pubblicazione, fu soltanto nel 1985, dopo anni d'infruttuose trattative, che riuscì a venderne i diritti ad una casa di produzione cinematografica.. Il film fu girato con un budget di 18 milioni di dollari, venendo dunque prodotto dalla Carolco Pictures, mentre le musiche furono invece composte da Trevor Jones.
Alla sua uscita, il film generò parecchie controversie ed ebbe problemi di censura (soprattutto con la Motion Picture Association of America), a causa delle tematiche e di alcune scene spinte. Angel Heart incassò poco in Nord America, ma acquistò un inaspettato successo, specie in formato home video, guadagnandosi lo stato di film di culto. Anche la critica accolse positivamente la pellicola, lodando particolarmente le interpretazioni dei protagonisti Rourke e De Niro, e definendolo uno dei migliori film horror mai realizzati, nonché uno dei massimi esempi del genere neo-noir.
Per il ruolo del Demonio Alan Parker aveva inizialmente pensato a Marlon Brando, mentre per quello del detective, oltre a Mickey Rourke,  furono in lizza Robert De Niro (che però disse subito che avrebbe preso in considerazione soltanto la parte del Diavolo), Jack Nicholson e Al Pacino.
Alan Parker disse che, senza farlo apposta, alcune scene con il Demonio furono girate di venerdì 13 e la scena della danza vodoo era la numero 666.

## Trama
(Louis Cyphre)
New York, gennaio 1955. L'investigatore privato Harold "Harry" S. (R. nell’originale) Angel - che odia le galline - viene incaricato, attraverso l’avvocato Herman Winesap, di scoprire, per il misterioso e inquietante Louis Cyphre, se Jonathan Liebling, in arte Johnny Favorite, un crooner famoso tra fine anni '30 e inizi anni '40, è vivo o morto; qualora Favorite fosse morto, infatti, Cyphre avrebbe il diritto di riscattare una garanzia contenuta in un contratto stipulato con il cantante. 
L'investigatore inizia le indagini dirigendosi in una clinica fuori Poughkeepsie dove Favorite risulta ricoverato dal 1943 a causa di amnesia e gravi ferite al volto riportate in Nord Africa dove era arruolato nel servizio spettacoli per le forze armate, ma qui, scopre che qualcuno ha manomesso la cartella medica, così si reca dal suo medico, il Dr. Albert Fowler. Il medico, un drogato di morfina, gli confessa che, la notte dell’ultimo dell’anno del 1943, fu pagato 25.000$ da Edward Kelly e una giovane donna per consegnar loro Favorite ma continuare a comunicare all’avvocato Winesap che l’uomo era alla clinica. In seguito alla conversazione con Angel, Fowler viene assassinato, così l’investigatore, temendo di essere sospettato dell'omicidio, fa ritorno a New York precipitosamente e dice a Cyphre di non voler più continuare l'indagine salvo ripensarci quando l’uomo alza la paga. 
Investigando, Angel scopre che Favorite aveva un grande amico, il chitarrista Toots Sweet, ed era fidanzato con la veggente Margaret Krusemark, in arte Madame Zora, figlia di Ethan Krusemark, uno degli uomini più ricchi della Louisiana, ma che la abbandonò malamente perché segretamente innamorato di una donna nera, Evangeline Proudfoot, che gestiva un negozio di magia nera a New Orleans. È così che Angel parte per New Orleans. 
Qui, l’investigatore, fingendosi interessato al proprio oroscopo, ottiene un appuntamento con Margaret Krusemark che però che non sa più nulla di Favorite dal 31 dicembre 1943, così Angel indirizza le sue indagini verso Evangeline Proudfoot ma, scoperto dalla figlia Epiphany, ragazza madre diciottenne, che è defunta, ripiega su Toots Sweet il quale, però, spaventato da una zampa di gallina, si rifiuta di parlargli così Angel pedina Sweet e lo vede partecipare ad un rito vudù in cui Epiphany è la mambo. 
La mattina dopo, saputo da due agenti della locale polizia che Sweet è stato evirato ed ucciso, Angel, perseguitato da sogni e visioni ricorrenti sempre più nitide (una donna in nero, ventole di aeratori, una sedia elettrica, un vecchio motivetto, un giovane soldato di spalle durante una celebrazione per l’arrivo del 1943, sangue che gronda dalle pareti e l'angosciante serranda di un ascensore che pare spalancarsi in attesa di qualcuno) decide di tornare da Margaret ma scopre che è stata squartata e che le è stato strappato il cuore dal petto così, dopo essere stato aggredito da due uomini mandati da Ethan Krusemark, che gli intimano di andarsene, Angel va da Epiphany che gli confessa che Favorite è suo padre.
Dopo aver incontrato Cyphre in una chiesa e aver avuto un rapporto sessuale con Epiphany, Angel, ormai compreso che il misterioso Edward Kelly e la ragazza che pagarono il Dr. Albert Fowler nel ‘43, altri non sono che Ethan e Margaret Krusemark, decide di incontrare l’uomo che gli racconta la verità su Favorite: l’uomo, straordinariamente abile nelle arti magiche, evocò Lucifero nel salotto dei Krusemark, anch’essi suoi adoratori, e gli vendette la sua anima in cambio del successo, ma, volendo sottrarsi al patto, il 31 dicembre 1942, Favorite, con l'aiuto di Toots e di Margaret, rapì a Times Square un soldato suo coetaneo in licenza - solo Favorite conosceva l'identità del soldato, la cui piastrina è sigillata in un vaso a casa di Margaret - lo squartò e, dopo un rituale, gli divorò il cuore mentre ancora pulsava al fine di impadronirsi della sua anima; quando però Johnny fu arruolato e, in seguito, ferito e privato della memoria, i Krusemark, sperando così di liberarsi per sempre di lui e di uscire da quella storia, lo portarono via dalla casa di cura e lo abbandonarono col viso fasciato e senza memoria a Times Square. Durante la confessione di Krusemark, Angel viene assalito dalle sue orrende visioni, uccide il magnate e poi, sconvolto, si precipita a casa di Margaret, dove trova la piastrina del soldato: Harold Angel, nato il 14 febbraio 1918. È così che in salotto si manifesta Louis Cyphre, che altri non è che Lucifero, gli ricorda il debito da saldare e, dopo avergli ricordato che ha commesso lui tutti gli omicidi, gli sottrae piastrina e pistola. 
Tornato al motel, Angel vi trova la polizia che sta esaminando il cadavere di Epiphany con la piastrina di Angel al collo e la sua pistola nel sesso. Lo attendono quindi la sedia elettrica e l'ascensore che lo condurrà all’Inferno.

## Produzione

### Sviluppo

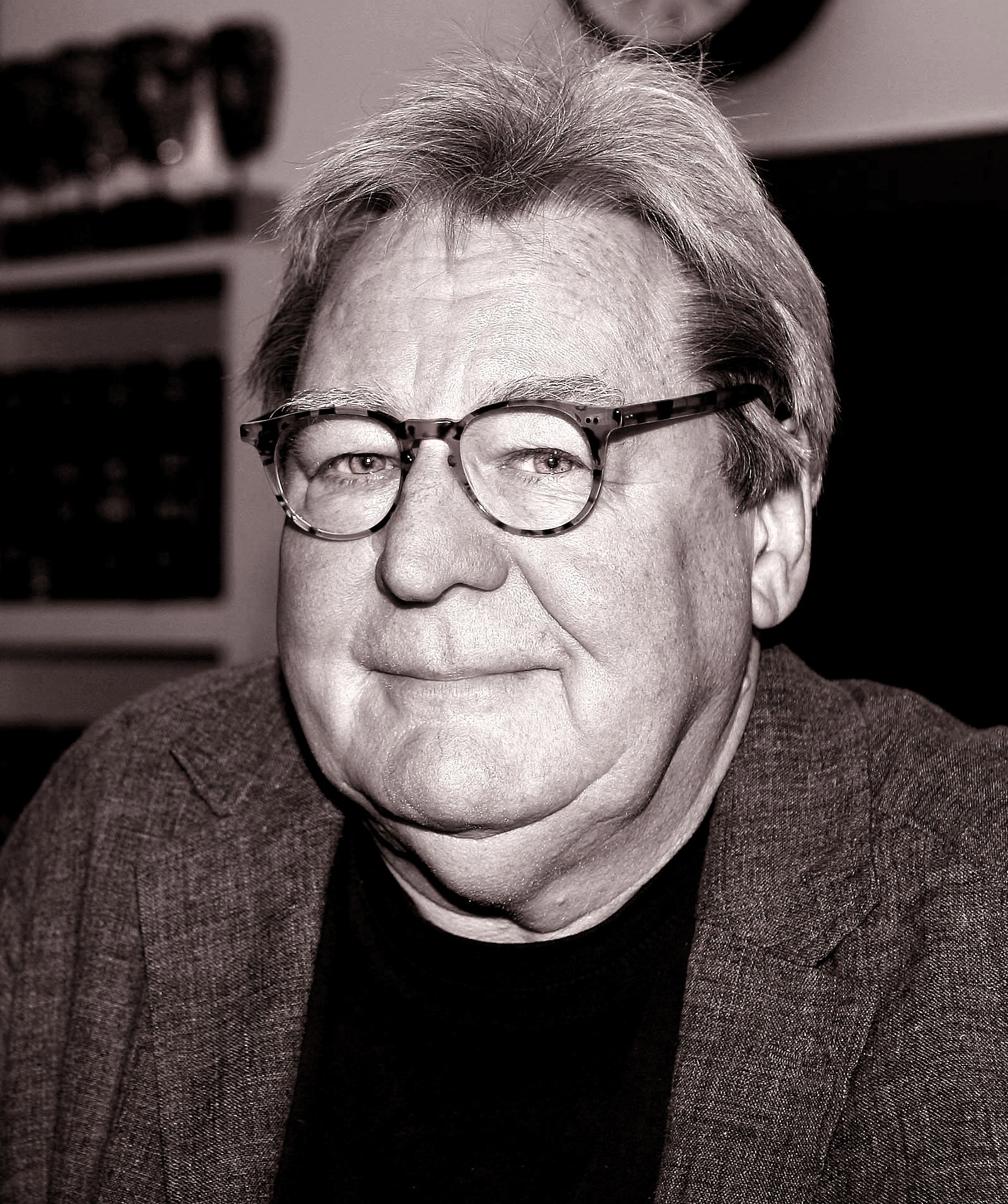
Il regista Alan Parker nel 2012

Già a partire dalla pubblicazione del romanzo nel 1978, William Hjortsberg cominciò a valutare l'ipotesi di adattarlo per una trasposizione sul grande schermo. Richard Sylbert, un costumista amico di Hjortsberg, propose il romanzo a Robert Evans, allora capo della Paramount Pictures. Il progetto iniziale prevedeva dunque che la Paramount acquistasse i diritti del film, di cui lo stesso Evans ne avrebbe seguito la produzione mentre il regista John Frankenheimer ne avrebbe firmato la regìa. Frankenheimer fu in seguito sostituito da Dick Richards, mentre Dustin Hoffman venne considerato per il ruolo principale. Dopo che la Paramount si rifiutò di ingaggiare Hoffman, Hjortsberg contattò Robert Redford e incominciò ad abbozzare la sceneggiatura. In seguitò rivelò che nessuno studio cinematografico fosse interessato a produrre il film, ammettendo che «anche con Redford nel cast, i dirigenti della Paramount non erano convinti» A seguitò di ciò, il progetto si fermò.
Hjortsberg ripropose il soggetto quindi ad altre major, come la Warner Bros., la 20th Century Fox e la United Artists, ma tutte rifiutarono a causa dei suo temi molto forti, che probabilmente avrebbero causato una cattiva pubblicità alla casa che avesse prodotto il film: Hjortsberg a proposito dirà «Fare un film sull'esoterismo era una cosa allarmante all'epoca. Le case di produzione non volevano produrre film con contenuti troppo scottanti o delicati, e un libro sul diavolo non era certo il copione del secolo in quel periodo, specie dopo il successo de L'esorcista di Friedkin». In effetti l'horror, dopo i grandi successi riscossi negli anni settanta, non era più il genere di punta all'epoca, e Hjortsberg rivelò che «Mi fu suggerito da molte major di riscrivere la sceneggiatura per farlo diventare un film d'azione, genere che in quei tempi era una vera gallina dalle uova d'oro per gli incassi: ma era fuori discussione che non avrei mai ritoccato Falling Angel; per me era perfetto così com'era».
Fu nel 1981 che la 20th Century Fox rivalutò il libro, esprimendo l'interesse a realizzarne un film, ma non se ne fece nulla a causa di conflitti con Hjortsberg riguardo al nome del regista. Quattro anni dopo, nel 1985, il produttore Elliot Kastner, che lavorava per una piccola casa indipendente, la Carolco Pictures, contatto Hjortsberg per manifestargli il suo interessamento per il libro. Dopo un intenso colloquio con Kastner, Hjortsberg acconsentì a cedergliene i diritti, dietro promessa di poter supervisionare però la sceneggiatura. Kastner incontrò il regista Alan Parker ai Pinewood Studios nel febbraio 1985 per discutere del film. Parker, che aveva già letto il libro dopo la sua uscita e ne era rimasto colpito, acconsentì a dirigere il film ed a stenderne la sceneggiatura. Egli incontrò Hjortsberg a Londra, prima di andare a New York, e gli propose la sua versione del copione, che tuttavia presentava enormi differenze rispetto al libro; tuttavia Hjortsberg la lesse con interesse e approvò le novità apportate dal regista (in particolare lo spostamento della trama da New York a New Orleans, che secondo Parker era più rude e adatta all'atmosfera malinconica del film); verso la fine di giugno 1985 i due ultimarono gran parte della sceneggiatura.
In seguito, nel settembre 1985, Parker si recò a Roma per incontrare i produttori Mario Kassar e Andrew G. Vajna. I due acconsentirono a produrre il film tramite la loro Carolco Pictures, e Kassar si rese disponibile a distribuirla per conto della TriStar Pictures. Poiché la Carolco in quel periodo lavorava spesso in collaborazione con la Universal, Kassar e Vajna contattarono i vertici per offrirgli la coproduzione della pellicola; insieme le due case riuscirono a mettere a disposizione un budget di 18 milioni di dollari.

### Sceneggiatura
Parker ha più volte messo mano alla sceneggiatura originale del libro. Una delle differenze principali fu l'ambientazione: mentre il romanzo è interamente ambientato a New York, Parker decise di girare la seconda parte del film a New Orleans, in particolare per le scene dei riti vodoo e dell'occulto. Parker ne discusse con Hjorstberg, che acconsentì a spostare il luogo delle riprese, confessandogli anzi di come, nella stesura del libro, avesse considerato New Orleans quale prima idea per l'ambientazione della vicenda. Altra differenza fu l'anno in cui è ambientato il film che è il 1955, mentre nel libro la storia risale al 1959. A proposito Parker disse: «Il 1955 per me appartiene ancora all'epoca della grande guerra; mi riesce molto più facile per gli intrecci narrativi del film ambientare la storia nel 1955 piuttosto che in altre epoche».
Le successive modifiche al copione riguardarono per lo più la caratterizzazione dei personaggi ed i dialoghi. Secondo le intenzioni del regista, Harry Angel doveva infondere un senso d'inquietante simpatia nello spettatore; inoltre voleva dare una rappresentazione più realistica di Louis Cyphre rispetto a quella che appare nel romanzo, rendendolo più cupo e misterioso al fine di creare un contrasto col carattere estroverso di Angel. Un'altra differenza riguarda il finale; mentre nel romanzo Angel viene incastrato per gli omicidi (commessi presumibilmente da Cypher), nel film Angel stesso si rivela come il killer vero e proprio.

### Cast

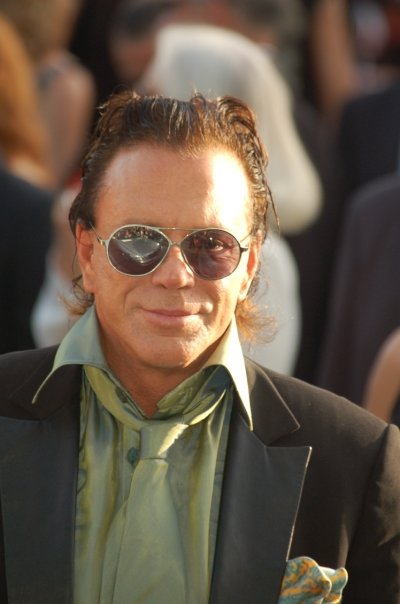
L'attore Mickey Rourke interpreta il protagonista Harry Angel

Tra le idee di Hjortsberg per il ruolo principale c'erano diversi nomi tra cui Dustin Hoffman, Al Pacino, Michael Douglas, Sylvester Stallone, John Travolta e Tom Cruise. Parker dal canto suo voleva Robert De Niro per il ruolo di Harry Angel, ma l'attore espresse invece interesse a interpretare Louis Cyphre. De Niro non volle cominciare lo studio del personaggio fin quando il regista non lo avesse ingaggiato ufficialmente, sicché Parker lo scritturò immediatamente, poiché era eccitato di poterlo avere in un proprio film. Anche Jack Nicholson fu considerato per il ruolo principale, che infatti il regista incontrò a Los Angeles per parlargli del film, ma questi declinò l'offerta. Parker allora contattò Mickey Rourke, che aveva appena finito di girare 9 settimane e ½, il quale invece espresse un forte interesse per la parte, venendo perciò immediatamente assunto dal regista. A proposito della scelta di Rourke, Parker dichiarò: «Ho sempre ammirato il suo modo di recitare. La disinvoltura e la verità che ci mette senza sforzarsi troppo. Non volevo un eroe tradizionale e lui era perfetto».
Subito dopo venne assunto De Niro; a proposito di lavorare con lui, Mickey Rourke ha poi rivelato: «È stata la prima volta che ho dovuto concentrarmi veramente. Tra tutti gli attori che conosco, lui è quello che si concentra di più». In seguito varie attrici furono provinate per il ruolo di Epiphany Proudfoot prima che Lisa Bonet accettasse la parte. La Bonet era nota il tutto il mondo per il ruolo di Denise nella sit-com I Robinson, per cui il fatto che avrebbe preso parte al film generò più di una controversia. Parker, non conoscendo affatto la serie de I Robinson, l'assunse per il suo convincente provino. Per prepararsi al ruolo, la Bonet rivelò: «Ho fatto molta meditazione, e qualche ricerca sui riti vodoo. Il mio principale obiettivo era lasciare andare via tutte le mie inibizioni. Dovevo smettere di essere Lisa e lasciare che Epiphany si impossessasse di me».
In seguito Parker trovò alcune difficoltà per il ruolo di Margaret Krusenmark, poiché le diverse attrici prese in considerazione, tra cui Anne Parillaud, Geena Davis, Kathleen Turner e Kelly McGillis, non avevano la fisionomia adatta per l'idea che Parker s'era fatto del personaggio. La McGills fu presa in considerazione anche da William Hjortsberg, in particolare dopo la sua prestazione in Witness - Il testimone, ma Parker era riluttante ad assumerla. Quando però Mickey Rourke gli suggerì l'attrice inglese Charlotte Rampling, Parker si convinse ad assumere quest'ultima e decise di contattarla per offrirle il ruolo.
Nel gennaio 1986, Parker aprì la fase di casting per le comparse a New York, e oltre 1.400 persone si presentarono per ottenere una parte. L'attrice Elizabeth Whitcraft, che aveva ricoperto un piccolo ruolo in un precedente film di Parker Birdy - Le ali della libertà, fu assunta per il ruolo della giornalista Connie, che aiuta Angel nelle indagini. In seguito Parker cercò varie comparse per il ruolo dei suonatori jazz di New Orleans. Clarence Brown e Deacon John Moore furono coloro che sostennero il provino migliore, e secondo Parker avere dei veri suonatori di jazz avrebbe dato un sapore più realistico al film. In seguito Parker ritornò a New York, dove provinò altri attori per i musicisti della banda di Toot Sweet (personaggio che ancora non aveva un interprete); dopo alcuni giorni, ingaggiò le comparse Bo Diddley e Dizzy Gillespie. Verso le ultime fasi di casting vennero ingaggiati anche Brownie McGhee, per la parte di Toot Sweet, e Dann Florek nei panni dell'avvocato di Louis Cyphre. Questi ultimi due personaggi reciteranno appena una scena ciascuno, tuttavia la loro scritturazione, a detta dello stesso Parker, fu difficile perché voleva che l'interprete rispecchiasse la professione del personaggio; a sua detta Florek aveva un aspetto da avvocato e McGhee sembrava un suonatore di jazz squattrinato.

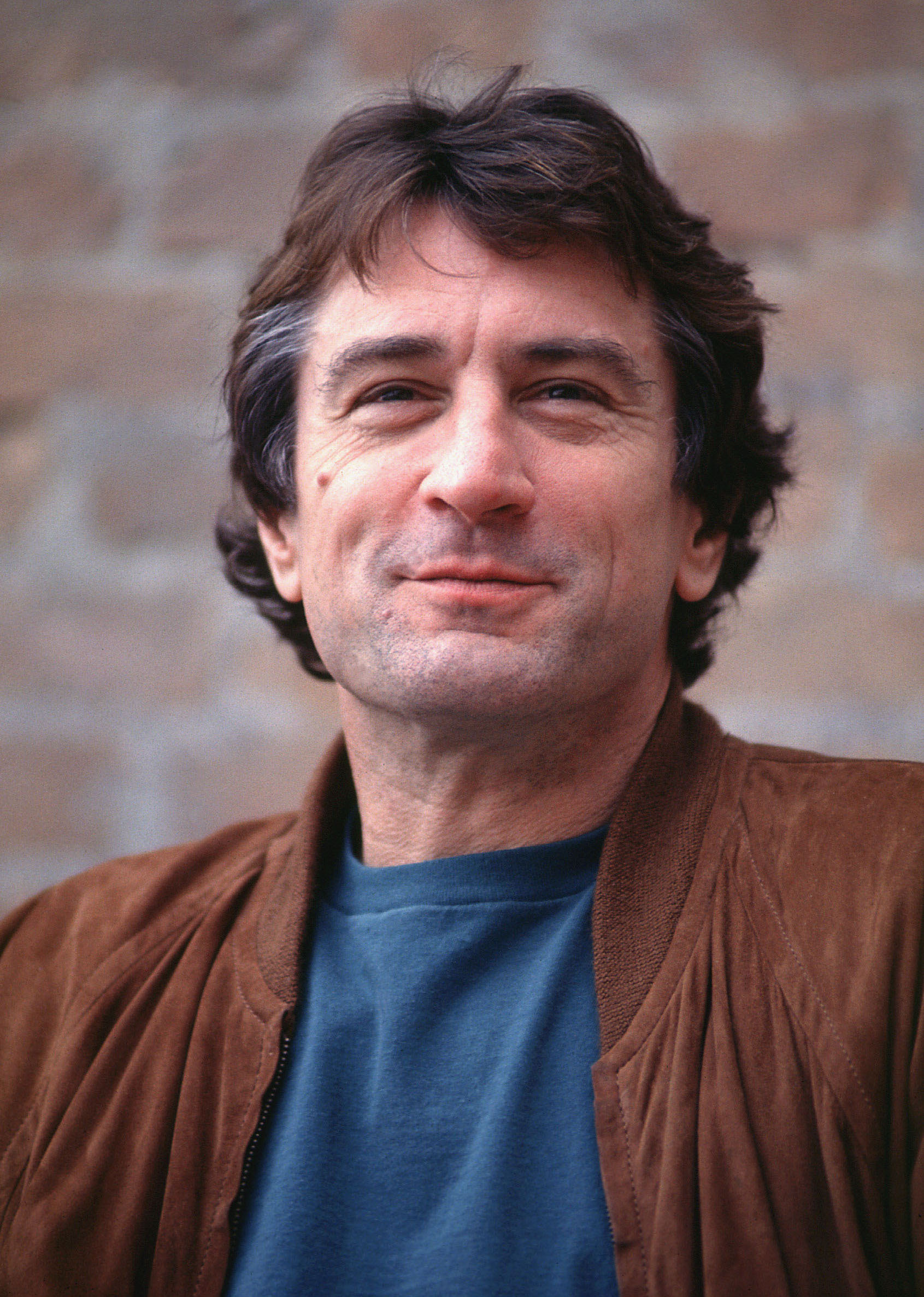
Robert De Niro interpreta il diavolo Louis Cyphre

### Riprese
La pre-produzione incominciò nel gennaio 1986 a New York, dove Parker riunì gran parte del suo gruppo di lavoro, inclusi il produttore Alan Marshall, il direttore della fotografia Michael Seresin, il montatore Gerry Hambling e il costumista Brian Morris.
Durante la fase di casting, Parker e il produttore Alan Marshall perlustrarono la zona di New York. Le riprese incominciarono il 31 marzo 1986 e si conclusero il 20 giugno dello stesso anno. Il budget fu di circa 18 milioni di dollari. Le prime scene vennero girate in Elridge Street, a Manhattan, che mostrano le prime immagini di Harry Angel. Lo scenografo Brian Morris e il team di trucco impiegarono circa due mesi per ricreare la New York degli anni cinquanta. A causa delle temperature meteorologiche sfavorevoli, gran parte del trucco venne usato per ricreare la neve e il ghiaccio in alcune scene. In Alphabet City, a Manhattan, vennero girate le scene del bar e quella di Angel in intimità con Connie nella stanza del motel.
La produzione si spostò a Harlem per girare una scena d'inseguimento prima di dirigersi a Coney Island, dove il cast e la troupe dovettero fare i conti con le fredde temperature invernali. Questa location venne usata per girare la scena in cui Angel interroga Izzy sulle abitudini di Johnny Favourite, mentre la moglie di Izzy, Bo, si trova immersa fino alla vita nell'oceano. L'attrice che inizialmente doveva interpretare Bo fu sostituita all'ultimo a causa di un infortunio capitatole durante le riprese, così Parker la sostituì con la sconosciuta Judith Drake. Si tornò poi a Manhattan per girare la scena iniziale che apriva i titoli di testa.
Il 17 aprile 1986, a Staten Island vennero girate le scene con protagonista il dott. Fowler (Michael Eggins). In seguito nel New Jersey, dove venne girata la scena della stazione del treno. I giorni del 28 e 29 aprile, a Harlem venne girata la scena con Rourke e De Niro in chiesa.
Per la scena del ristorante invece venne scelto un vero ristorante italiano. Il 3 maggio 1986 nella città di Thibodaux, in Louisiana, Parker e la troupe scoprirono una piantagione in un villaggio che venne usata come base per la casa di Epiphany. Il 13 maggio la troupe trovò non poche difficoltà nel girare la scena del rito voodoo, che coinvolgeva Rourke in prima persona e gran parte del cast principale, tanto che un cavallo venne perfino addestrato a cadere in cima allo stuntman di Rourke.
Verso l'estate le riprese si spostarono a Magazine Street, dove appunto Morris e la troupe ricrearono l'ambientazione di New York in stile anni cinquanta. Successivamente la produzione giunse a Jackson Square dove, verso la metà di giugno 1986, vennero girate le scene finali, dove Angel fugge dalla casa di Margaret. Fu infine girata l'ultima parte della scena voodoo, coreografata da Louis Falco, il quale fu a sua volta ispirato dopo aver visto una cerimonia degli haitiani.
La scena più discussa, quella del rapporto intimo tra Angel ed Epiphany, fu girata in uno dei motel di Royal Street e richiese quattro ore per essere girata. Parker fece in modo di limitare il numero di membri della troupe presenti durante le riprese della scena includendo oltre a lui, il montatore Michael Seresin, e due assistenti operatori. Per mettere a loro agio i due attori, Parker mise su della musica. In seguito la produzione tornò a New Orleans, dove girò un'altra scena importante, quella del flashback a Times Square nel 1943. La troupe inoltre scoprì un deposito di bus, utilizzato per girare la scena della morte di Ethan Krusenmark. In ultimo la produzione tornò nuovamente a Royal Street, dove l'ultima scena girata fu il confronto finale tra Angel e Cyphre.

### Ambientazione
Il film si svolge a New York nella sua prima parte mentre, verso la metà della pellicola, l'ambientazione si sposta a New Orleans; la scena iniziale del film, ambientata di notte, mostra un sobborgo di New York malfamato, lurido, in cui le uniche immagini riconoscibili sono quelle dei corvi e del degrado ambientale della città. Tale scena è stata volutamente inserita da Parker, che la scelse per sorprendere già da subito lo spettatore e farlo addentrare nell'atmosfera del film; infatti a quei tempi New York era vista come il massimo della bellezza e il simbolo di ricchezza e fortuna, venendo rappresentata spesso al cinema come la città del sogno (massimi esempi di ciò erano le raffigurazioni che Woody Allen ne fece in Io e Annie e soprattutto con il suo Manhattan).
Per cui la scelta di Parker si rivelò assolutamente insolita per l'epoca (una delle immagini indistinte della scena iniziale sembra raffiguri addirittura parte di un cadavere umano), che di certo aveva come scopo quello di fare una rappresentazione "diversa" della grande mela e di rendere ogni dettaglio, incluso il set, aderente ai toni cupi e alla trama noir del film.
Anche di giorno la raffigurazione che Parker fa della città appare triste, di un posto lasciato al suo destino: benché ci si trovi negli anni cinquanta, l'atmosfera newyorkese appare priva di qualsiasi lato positivo, e quest'assenza di "allegria" sembra riflettersi nei caratteri dei personaggi. Una simile derisione del set, a detta dello stesso Parker, prende spunto dalla raffigurazione che Ridley Scott ne fa di Los Angeles nel suo futuristico Blade Runner; il film, al contrario, è ambientato nel futuro ma allo stesso modo fin da subito è percepibile l'intenzione del regista di denigrare l'atmosfera californiana e far apparire tutto in modo negativo e ripugnante.
Discorso a parte va fatto per la raffigurazione di New Orleans, che non era neanche prevista nel romanzo ma che Parker ha deciso di adattare allo stesso modo di New York, facendone una città in molti punti spenta, malinconica e dominata da figure perennemente insoddisfatte e misteriose. Il personaggio di Harry Angel compie un vero e proprio viaggio attraverso varie città americane, e in tutte prevale un paesaggio di campagna (come nella residenza di Epiphany e l'incontro tra Angel e il padre della Krusenmark) scelto apposta dal regista perché più rozzo di un normale ambiente di città.

## Colonna sonora
La colonna sonora del film fu composta e arrangiata dal musicista sudafricano Trevor Jones, tramite l'uso del sassofono per le parti jazz e con l'aiuto di Courtney Pine. Parker assunse Jones poiché era rimasto molto colpito dalle musiche da lui composte per il film A 30 secondi dalla fine. Tuttavia Jones fu comunque costretto a tagliare alcune parti delle musiche perché potessero essere pubblicate.
Jones compose la colonna sonora tramite la musica elettronica e synclavier. Parker scelse la canzone "Girl of my Dreams" di Glen Gray come tema ricorrente del film, facendolo persino accennare ad Angel in una scena nella casa di Margaret Krusenmark. Il regista voleva che il tema spaventasse in qualche modo lo spettatore oltre allo stesso Harry Angel. Oltre alle musiche di Jones, la colonna sonora comprende anche molti brani blues e performance di questo genere, inclusi "Honeyman Blues" di Bessie Smith, e "Soul on Fire" di LaVern Baker. Brownie McGhee invece intonò "The Right Key, but the Wrong Keyhole" and "Rainy Rainy Day", e Lilian Boutte prese parte come vocalist. L'arrangiamento originale di "Girl of my Dreams" del 1937 viene eseguito alla fine col titolo fittizio di "Life would be Complete" di Johnny Favorite. Durante la fase di post-produzione, Jones montò le varie tracce all'Angel Recording Studio, uno studio di registrazione costruito in una chiesa abbandonata a Islington, nel nord di Londra, con messa a punto finale presso la Warner Hollywood Studios, a Los Angeles. La colonna sonora originale venne infine pubblicata tramite Antilles Records.

## Distribuzione
Il film fu distribuito nelle sale cinematografiche statunitensi il 6 marzo 1987, dalla TriStar Pictures, preceduto da un'anteprima tenutasi a New York il precedente 19 gennaio, dove ebbe un'accoglienza generalmente positiva.
In Europa venne proiettato per la prima volta nel Regno Unito il 2 ottobre 1987, in Spagna il 23 ottobre, in Cina il 17 novembre, e in Italia il 18 dicembre seguente.

### Divieti e problemi di censura
La Motion Picture Association of America inizialmente bollò il film con un X "rating", vale a dire film vietato ai minori di 18 anni, il visto censura più pesante per un film, poiché utilizzato per pellicole di sfondo pornografico. Immediate furono le proteste della troupe, in primis di Alan Parker, che dichiarò: «[La MPAA] non può proibire un film come Angel Heart. In qualità di regista ho avuto la massima libertà creativa, e se c'è qualcosa di offensivo in questo film, il responsabile sono io». L'X rating è dovuto in particolare alla scena tra Rourke e la Bonet, nella quale secondo la MPAA, il movimento di natiche del protagonista sia eccessivamente spinto. Il comitato della MPAA si riunì nuovamente per votarne la classificazione più pertinente; il risultato fu 6 a 5 per riclassificare il film come R-rating, un più comune vietato ai minori di 17 anni.
La casa di distribuzione, la TriStar Pictures, si rifiutò però di distribuire il film una volta appreso dell'X-rating, in quanto avrebbe sicuramente nociuto agli incassi. Steve Randall, vice produttore esecutivo della Tri-Star, affermò che: «la nostra politica è sempre stata quella di non pubblicare mai film in X-rating». Scosso infatti per la decisione dell'MPAA, lo studio fece pressioni a Parker affinché operasse un montaggio che consentisse una riclassificazione meno stringente della pellicola, ma questi si rifiutò categoricamente d'alterare alcunché. Fu quindi necessaria una nuova votazione da parte dei membri dell'MPAA che per 8 a 6 riconfermò l'X-rating. Parker allora si vide costretto a censurare 10 secondi dalla scena incriminata per permettere una terza votazione, che finalmente approvò il R-rating, cioè consentito ai ragazzi dai 17 anni in su. Tuttavia Parker ribadì che le preoccupazioni dell'MPAA, con annessa tutta quella traversia, fossero «uno spreco inutile e costoso».

### Edizioni Home Video
Angel Heart venne pubblicato in VHS per la prima volta il 24 settembre 1987 dalla International Video Entertainment (IVE). Questa versione include la versione censurata, e una integrale comprendente anche i dieci secondi eliminati da Parker. Raplh King, vice presidente dell'IVE, disse: «La scena tagliata di Angel Heart è molto provocatoria e a tratti scioccante, ma non vi è nulla di pornografico in essa. Vogliamo dare al pubblico la possibilità di godere il film nella visione originale di Alan Parker, come lui avrebbe voluto che noi lo vedessimo».
Il DVD del film venne pubblicato il 23 giugno 1998 dalla Artisan Entertainment. I contenuti speciali includono un trailer del film, note e retroscena di produzione, e biografie del regista e degli attori principali. Quest'edizione del DVD ricevette numerose critiche negative a causa degli scarsi contenuti speciali. Artisan successivamente fece uscire il film anche in LaserDisc il 18 agosto 1998. Lionsgate Home Entertainment pubblicò nuovamente Angel Heart in formato Special Edition in DVD il 18 maggio 2004. Quest'edizione del DVD contiene materiale aggiuntivo ai contenuti speciali originali, inclusi un commento audio di Parker, una scena commentata da Rourke, una videointervista con quest'ultimo, e un trailer rimasterizzato. Sempre la Lionsgate fece uscire il film in Blu-ray il 24 novembre 2009. Questa versione presenta il film in alta definizione nel formato 1080p, oltre a contenere materiale aggiuntivo a quello della Special Edition.

## Accoglienza

### Incassi
Angel Heart esordì nei cinema Stati Uniti d'America il 6 marzo 1987: all'uscita il film fu quarto al botteghino del weekend, con 3.688.721 dollari in circa 815 sale, con una media di 4.526 dollari per sala. In totale il film incassò 17.815.632 dollari, ma in formato video fu uno dei VHS più venduti degli anni '80.

### Critica
Alla sua uscita il film polarizzò la critica, che reagì in maniera mista: Vincent Caby del New York Times apprezzò il montaggio e la colonna sonora, ma criticò l'interpretazione di Rourke definendola «essenziale, incapace di creare alcuno effetto». Rita Kempley del Washington Post scrisse che: «Angel Heart è un film troppo stilizzato, e la colonna sonora è incapace di creare quell'atmosfera cupa che il film invece intende trasmettere». Pauline Kael del New Yorker criticò invece la regia di Alan Parker, dichiarando che: «Non c'è modo di separare l'occulto dall'incomprensibile... Parker non ha il dono di rendere spaventoso ciò che è semplicemente seducente, e tende a modificare sé stesso in un lampo». La Kael criticò anche l'interpretazione di De Niro: «È il tipo di breve apparizione di quelle star pigre, un modo blando di sprecare il proprio talento».
Durante una puntata del programma televisivo Siskel and Ebert and the Movies, Gene Siskel criticò negativamente anch'egli il film, mentre il suo collega Roger Ebert fu del parere opposto. Nella sua recensione sul Chicago Tribune, Siskel ribadí che: «Parker sembra molto più interessato allo stile del film, tutto questo a danno dell'effetto mistero e del ritmo». Siskel ebbe inoltre da ridire sulla tanto discussa scena erotica tra Rourke e la Bonet, asserendo che non fosse poi «così scioccante come un film dell'R-rating avrebbe dovuto essere».
Col passare degli anni, il film è stato via via rivalutato sempre più favorevolmente. Roger Ebert sul Chicago Sun-Times diede al film 3,5 stelle su 4, scrivendo che: «Angel Heart è un film a metà tra il thriller e l'horror, ma soprattutto è un grande esercizio di stile non solo di Parker ma di tutti i suoi attori oltre ogni limite». Ian Nathan su Empire ha etichettato il film come: «Un diabolico patto tra Rourke e De Niro in forma perfetta». Almar Haflidason della BBC scrisse che: «Il film mantiene la suspense in ogni suo punto: tutti gli attori, da De Niro a Charlotte Rampling sono eccellenti, ma la vera star è Rourke qui in una delle sue migliori performance». Anche il giornalista Richard Luck ha elogiato la performance di Rourke, definendola la migliore della sua carriera.
Il sito di recensioni Rotten Tomatoes attesta una percentuale di gradimento del 78%, con una media di voto di 7,1 su 10 basata sulle valutazioni di 23 critici. William Hjortsberg rivelò pubblicamente il suo supporto per il lavoro di Parker: «Alan ha realizzato un eccellente script e sono sicuro che sarà un film memorabile. Inoltre la scelta di Robert De Niro per il ruolo di Cyphre è stata un colpo di genio». Nonostante l'iniziale sostegno dato a Lisa Bonet affinché partecipasse al film, il suo collega de I Robinson Bill Cosby criticò aspramente la pellicola, ed implicitamente il ruolo da lei ricopertovi, definendolo «un modo di sfruttare una ragazza nera per farle compiere riti voodoo e fare sesso a seconda delle decisioni di soli bianchi».

### Temi trattati e analisi
Benché Angel Heart si presenti come un film horror, esso esplora diversi generi cinematografici e narrativi. È considerato anzitutto uno dei massimi esempi di film noir: il personaggio di Harry Angel raffigura l'antieroe scalcinato, solitario e semi-fallito, che preferisce prendere le distanze dalla società invece che integrarvisi; Angel ha un carattere estroverso ma è incline alla superficialità, preferendo casi di scarso profilo e rifiutandosi inizialmente di "mettersi alla prova" con un caso di omicidio che richiede più impegno e l'abbandono di questo suo adagiamento sugli allori. La femme fatale interpretata da Lisa Bonet è al tempo stesso seducente e problematica. L'ambientazione è tipicamente noir, con la pioggia che domina buona parte del film, l'atmosfera scura, ombrosa e opprimente. La New York descritta nel film è una città spenta, in contrasto con l'opinione popolare dell'epoca, dominata da smog, polveri e personaggi controversi; al tempo stesso i dialoghi sono così attuali che lo spettatore sembra quasi dimenticarsi del fatto che la storia si svolga nel 1955. Anche la New Orleans descritta da Parker è una città spenta, con un sole sbiadito in quei pochi attimi in cui compare, e queste raffigurazioni paesaggistiche oscure sembrano riflettere il carattere oscuro dei personaggi. Per tali motivi, il film assume in alcuni punti il carattere del classico noir metropolitano degli anni 1950, che verrà riscoperto grazie a autori quali James Ellroy con il suo L.A. Confidential.
Il film «sembra girato in una camera oscura piena di polvere e fumi, la pellicola trasuda, torbida e dallo schermo arrivano effluvi venefici.» Gli oggetti sembrano prendere anch'essi parte al film in qualità di personaggi: le ricorrenti pale di un vecchio ventilatore che roteano di presenza, le sigarette e i pacchetti accartocciati, gli specchi pallidi che non mentono. I numerosi richiami esoterici fanno da sfondo per tutto il film: la scena del rito vodoo viene mostrata in tutta la sua crudeltà, in modo frenetico, quasi a voler invogliare lo spettatore a sentirsi sempre più parte di essa. Margaret Krusenmark è una sensitiva esperta in casi di esoterismo estremo. I continui omicidi che si susseguono nel film hanno uno strano tempismo: vengono compiuti ogni qualvolta sia immediato l'arrivo di Harry Angel, a suggerire che la morte sembri accompagnare il detective a risolvere l'enigma e a cercare di ricordargli il suo passato. Lo stesso sogno che Angel fa verso metà film coincide con quest'ottica; è in una stanza buia, ricoperto di sangue, con l'ossessiva, ricorrente immagine del ventilatore, a rappresentare il giro che ha compiuto la vita di Angel, alias Johnny Favourite, in cui la morte ha rappresentato l'inizio di una nuova vita. Di fronte a lui, il detective ha una strana figura, presumibilmente la morte stessa, che non si vede mai in faccia, ma che vuole segnalare la sua presenza e rivelargli che in qualche modo essa è già parte di lui. È la stessa figura che vediamo a inizio film quando, poco prima di incontrare Cyphre, Angel nota in una stanza una donna vestita di nero (che non vede in viso) che sta ripulendo le mura imbrattate di sangue. Quest'ultima è un'altra immagine ricorrente del film; una delle scene più forti e disturbanti del film, l'infuocato amplesso tra Angel e Epiphany, è costernata dal sangue, talmente parte della vita di Angel da sostituirsi alla pioggia; il sangue cade dalle pareti più il rapporto si fa intenso e violento, più il battere del sangue/pioggia diviene forte e incessante, ricoprendo completamente i due personaggi, segno che il sangue rappresenta il passaggio della morte (infatti di lì a poco Epiphany verrà trovata morta).
I richiami esoterici, ai riti vodoo e al diavolo si fanno sempre più frequenti e ossessivi col procedere del film: oltre che dal sangue, infatti, l'arrivo della morte è annunciato da un grido acuto che si avverte ogni volta in cui, di lì a poco, verrà compiuto un omicidio. A tal proposito anche la musica gioca un ruolo fondamentale: oltre alla morte, un altro suono ricorrente è il sordo battere del cuore. Esso non è chiaro se possa essere quello di Johnny Favourite impiantato in Harry Angel, ma il cuore è un elemento ricorrente del film: nella scena in cui Angel va a parlare con la Krusenmark, rimane affascinato dal rumore dei piedi del tip tap di un bambino, ma in pochi secondi questi rintocchi del tip tap si trasformano in battici cardiaci; infatti alla fine del film, la Krusenmark verrà trovata morta col cuore sventrato. Un richiamo all'horror è dato dalle indistinte voci che a inizio film ripetono il nome di Johnny proprio quando la scena raffigura Angel in primo piano: sono quindi ravvisabili diversi indizi che da un lato stordiscono e spingono Angel alla follia, dall'altro permettono allo spettatore di avere un quadro sempre più chiaro della vicenda.
I diversi personaggi hanno tutti delle caratterizzazioni a sé stanti: Harry Angel è in realtà la reincarnazione di Johnny Favourite che dovrà ora tenere fede al suo patto col diavolo; Louis Cypher è un Lucifero ambiguo e perciò ancor più terrificante, venuto a riscuotere il suo contratto con l'anima di Johnny; Epiphany è una ragazza sola, con un figlio, anch'essa legata al passato di Johnny e a strane credenze mistiche; Margaret Krusenmark è colei che per l'amore di Johnny aveva ceduto alle tentazioni della stregoneria; Ethan Krusenmark adoratore di Satana declama brani biblici e avrà una punizione dantesca morendo in un pentolone bollente; Albert Fowler ha accettato di dichiarare il falso e per questo morirà perdendo un occhio. I personaggi hanno tutti delle morti coerenti con i peccati commessi da loro in vita.

## Riconoscimenti
- 1988 - Saturn Award
  - Candidatura come Miglior attore non protagonista a Robert De Niro
  - Candidatura come Miglior attrice non protagonista a Lisa Bonet
  - Candidatura come Miglior sceneggiatura a Alan Parker
- 1988 - Jupiter Awards
  - Miglior attore protagonista a Mickey Rourke
  - Miglior attrice non protagonista a Lisa Bonet